# Пйовене-Роккетте
Пйовене-Роккетте (італ. Piovene Rocchette, вен. Piovene Rochete) — муніципалітет в Італії, у регіоні Венето, провінція Віченца.
Пйовене-Роккетте розташоване на відстані близько 440 км на північ від Рима, 80 км на північний захід від Венеції, 26 км на північ від Віченци.
Населення — 8334 особи (2014).
Щорічний фестиваль відбувається 26 грудня. Покровитель — святий Степан.

## Демографія
Населення за роками:

Станом на 1 січня 2023 року в муніципалітеті офіційно проживало 966 іноземців з 46 країн, серед них 167 громадян країн Євросоюзу та 20 громадян України.

## Сусідні муніципалітети
- Кальтрано
- Карре
- К'юппано
- Коголло-дель-Ченджо
- Санторсо
- Вело-д'Астіко
- Цане